# Alba (singolo)
Alba è un singolo del cantautore italiano Ultimo, pubblicato l'8 febbraio 2023 come terzo estratto dal quinto album in studio omonimo.
Il brano è stato presentato in gara durante la 73ª edizione del Festival di Sanremo, dove si è classificato al quarto posto al termine della manifestazione.

## Descrizione
Il brano, scritto e composto dallo stesso cantautore con la produzione di Federico Nardelli, è stato descritto dall'artista in un'intervista rilasciata al Corriere della Sera:

## Accoglienza
Valentina Colosimo di Vanity Fair Italia afferma che il brano presenta un «pianoforte onnipresente, con un crescendo di emozioni e pathos», anche se tuttavia «non sembra esplodere». Gianni Sibilla di Rockol definisce il brano «classico» che «parte piano e voce, poi costruisce e gioca sulle dinamiche e sul pathos interpretativo», sebbene «non sorprende». Rolling Stone Italia, assegnando un voto di 3 su 10, scrive che il brano esprime «tutto il vecchiume di Sanremo», proponendo uno «stile melenso, sentimentale, sempre serissimo e urlato», concludendo che rappresenta «il pop italiano che preferiremmo non ascoltare, nemmeno fatto da uno che un talento ce l’ha».
Fabio Fiume di All Music Italia assegna un punteggio 5 su 10, poiché le strofe «richiamano non poco la struttura dello scritto di Federico Zampaglione» e «il crescendo inizia a diventare un po' stantio, un po’ ripetitivo», trovando che musicalmente abbia fatto «un passo indietro» rispetto alle ultime produzioni. Andrea Conti de il Fatto Quotidiano scrive che la canzone «un marchio di fabbrica inconfondibile» con un sound «che gira attorno a sé stessa per aprirsi sul finale».

## Video musicale
Il video musicale, girato presso il Bosco di Foglino a Nettuno sotto la regia di Antonio Usbergo, Daniele Barbiero e Antonio Giampaolo, è stato reso disponibile in concomitanza all'uscita del brano attraverso il canale YouTube del cantautore.

## Tracce
Testi e musiche di Niccolò Moriconi.
1. Alba – 3:30

## Classifiche

### Classifiche settimanali
| Classifica (2023) | Posizione massima |
| ----------------- | ----------------- |
| Italia            | 9                 |
| Svizzera          | 56                |

### Classifiche di fine anno
| Classifica (2023) | Posizione |
| ----------------- | --------- |
| Italia            | 55        |